# إيمانويل كورتيل
إيمانويل كورتيل (بالفرنسية: Emmanuel Curtil) هو ممثل فرنسي، ولد في 7 فبراير 1971 في فرنسا.

## وصلات خارجية
- إيمانويل كورتيل على موقع IMDb (الإنجليزية)
- إيمانويل كورتيل على موقع ألو سيني (الفرنسية)
- إيمانويل كورتيل على موقع ميوزك برينز (الإنجليزية)
- إيمانويل كورتيل على موقع أول موفي (الإنجليزية)
- إيمانويل كورتيل على موقع ديسكوغز (الإنجليزية)
- إيمانويل كورتيل على موقع قاعدة بيانات الفيلم (الإنجليزية)
- إيمانويل كورتيل على موقع كينوبويسك (الروسية)